# Terremoto de Neftegorsk de 1995
El terremoto de Neftegorsk de 1995 ocurrió el 28 de mayo de 1995 a la 01:03 hora local en el norte de la isla de Sajalín en el Lejano Oriente ruso. Se trató del terremoto más destructivo conocido dentro del actual territorio de Rusia, con una magnitud de 7,1 y una intensidad máxima de Mercalli de IX, que devastó la localidad petrolera de Neftegorsk, donde murieron 1.989 de sus 3.977 ciudadanos, y otros 750 resultaron heridos.
El 90% de las víctimas murieron por el derrumbe de 17 edificios residenciales de cinco pisos. Si bien los medios occidentales generalmente atribuyeron los derrumbes a una construcción supuestamente deficiente y a materiales de mala calidad de la era soviética, un estudio geotécnico criticó el hecho de no tener en cuenta la posibilidad de licuefacción del suelo en un área que se consideraba "prácticamente asísmica".
La base de datos EM-DAT del Centro Belga de Investigación sobre Epidemiología de Desastres cifra los daños totales en 64,1 millones de dólares, mientras que el Centro Nacional de Datos Geofísicos de Estados Unidos evalúa los daños en 300 millones de dólares.
Este terremoto no sólo fue catastrófico, sino que fue totalmente inesperado: no se sabía que ocurrieran terremotos con magnitudes superiores a 6,0 en el área del norte de la isla de Sajalín. También es de gran interés científico porque ocurrió cerca de un límite de placa tectónica poco conocido donde la placa de Ojotsk choca contra la placa de Amurian, e indica que el límite de la placa está asociado con un cinturón sísmico de norte a sur que corre a lo largo de Sajalín. Más precisamente, este terremoto ocurrió en la falla del Alto Piltoun, que se bifurca de la falla principal de Sajalín-Hokkaido que corre a lo largo del lado este de la isla.
Se observaron 35 kilómetros de ruptura superficial, con un desplazamiento lateral promedio estimado de unos 4 metros, pero hasta 8 metros en algunos lugares. La fuerza inusual de este terremoto y la duración de la ruptura, así como el bajo nivel de actividad sísmica previa, se han atribuido a la acumulación de tensión durante un largo período de tiempo en un segmento de falla bloqueado.